# Association mondiale de hockey
Pour les articles homonymes, voir AMH et WHA.
L'Association mondiale de hockey — AMH (en anglais : World Hockey Association également connue sous le sigle WHA) — est une association sportive professionnelle regroupant des équipes de hockey sur glace du Canada et des États-Unis. L'association est  fondée en 1971 et dure jusqu'à la fin de la saison 1978-1979.

## Histoire
Elle est créée officiellement le 10 juin 1971 par deux hommes de la Californie, Dennis Murphy et Gary Davidson ; les deux hommes ayant été fondateur et premier président de l'American Basketball Association, et bien que très peu prise au sérieux par les dirigeants de la Ligue nationale de hockey, l'Association mondiale allait révolutionner le monde du hockey professionnel. La ligue permet à douze nouvelles équipes du Canada et des États-Unis de tenter de remporter le trophée mondial Avco, trophée remis par les services financiers de AVCO accompagné de 500 000 dollars. 
La nouvelle ligue fait sentir sa présence immédiatement alors qu'elle subtilise plusieurs joueurs à la LNH dont Bobby Hull qui signe alors avec les Jets de Winnipeg pour la somme d'un million de dollars, sur dix ans, un montant sans précédent à l'époque. Gordie Howe, le buteur de la LNH, retourne sur la glace et rejoint ses deux fils dans l'équipe des Aeros de Houston. La LNH réplique alors comme elle peut en accordant des franchises à Long Island et Atlanta : c'est le début des Islanders de New York et des Flames d'Atlanta, qui déménageront plus tard à Calgary.
Même si l'AMH ne tente jamais de concourir pour la Coupe Stanley, son impact sur la LNH est indéniable, ne serait-ce que par la création des nouvelles franchises. De plus au cours de la  saison 1978-1979 de l'AMH, un futur ténor du monde du hockey sur glace rejoint les Racers d'Indianapolis de l'AMH. Contrairement à la LNH qui exige un âge minimum pour l'entrée des joueurs dans la ligue, l'AMH n'a pas de standard et c'est âgé de 17 ans que le jeune joueur joue pour les Racers puis pour les Oilers d'Edmonton : il s'agit de Wayne Gretzky.  Une des autres avancées due en grande partie à l'AMH est celle de la présence de joueurs européens.
En 1979, l'AMH ne parvenant pas à attirer uniformément les fans se voit contrainte d'arrêter ses activités et quatre de ses équipes, les Oilers d'Edmonton, les Jets de Winnipeg, les Nordiques de Québec et les Whalers de la Nouvelle-Angleterre rejoignent la LNH, alors que les Stingers de Cincinnati et les Bulls de Birmingham reçoivent une somme d'argent en guise de dédommagement pour la fermeture de la ligue.

## Franchises
Cette section présente le nom des équipes ayant évolué dans l'Association mondiale. Les équipes inscrites sur la même ligne correspondent à une même franchise.
- Cougars de Chicago (1972-75)
- Stingers de Cincinnati (1975-79)
- Broncos de Calgary[Note 1] • Crusaders de Cleveland (1972-76) • Fighting Saints du Minnesota (1976-77)
- Spurs de Denver (1975-76) • Civics d'Ottawa (1976)
- Oilers d'Edmonton (1972-79, originellement Oilers de l'Alberta en 1972-73)
- Aeros de Dayton[Note 1] • Aeros de Houston (1972-78)
- Racers d'Indianapolis (1974-78)
- Sharks de Los Angeles (1972-74) • Stags du Michigan (1974-75) • Blades de Baltimore (1975)
- Fighting Saints du Minnesota (1972-76)
- Whalers de la Nouvelle-Angleterre (1972-79)
- Raiders de New York (1972-73) • Golden Blades de New York (1973) • Knights du New Jersey (1973-74) • Mariners de San Diego (1974-77)
- Nationals d'Ottawa (1972-73) • Toros de Toronto (1973-76) • Bulls de Birmingham (1976-78)
- Sharks de San Francisco[Note 1] • Nordiques de Québec (1972-79)
- Screaming Eagles de Miami[Note 1] • Blazers de Philadelphie (1972-73) • Blazers de Vancouver (1973-75) • Cowboys de Calgary (1975-77)
- Roadrunners de Phoenix (1974-77)
- Jets de Winnipeg (1972-79)

## Repêchage amateurs
Les repêchages amateurs de l'Association ont eu lieu annuellement mais les franchises avaient finalement du mal à faire venir les jeunes joueurs. Ceux-ci étaient généralement également repêchés par des franchises de la LNH et beaucoup plus séduits pour aller jouer dans des équipes plus anciennes voire plus prestigieuses.
| Année | Joueur         | Position  | Repêché de                    | Franchise AMH          | Remarque                     |
| ----- | -------------- | --------- | ----------------------------- | ---------------------- | ---------------------------- |
| 1973  | Bob Neely      | Défenseur | Petes de Peterborough (AHO)   | Cougars de Chicago     | Ne jouera pas dans l'AMH     |
| 1974  | Pat Price      | Défenseur | Blades de Saskatoon (LHOC)    | Blazers de Vancouver   | Jouera 68 matchs dans l'AMH  |
| 1975  | Claude Larose  | Attaquant | Castors de Sherbrooke (LHJMQ) | Stingers de Cincinnati | Jouera 252 matchs dans l'AMH |
| 1976  | Blair Chapman  | Attaquant | Blades de Saskatoon (LHOC)    | Oilers d'Edmonton      | Ne jouera pas dans l'AMH     |
| 1977  | Scott Campbell | Défenseur | Knights de London (AHO)       | Aeros de Houston       | Jouera 149 matchs dans l'AMH |

Sur les cinq joueurs ci-dessus, seuls Scott Campbell et Claude Larose ont été à la hauteur des espoirs placés en eux. Bob Neely et Blair Chapman ne jouèrent jamais dans l'association et Pat Price n'eut pas un contrat très élevé ; il ne resta qu'une saison avant de partir jouer pour les Islanders de New York.

## Saisons de l'association
Il y eut sept saisons de l'association. Le tableau ci-dessous reprend le vainqueur du trophée mondial Avco ainsi que le finaliste.
| Saison    | Vainqueur                         | Finaliste                         |
| --------- | --------------------------------- | --------------------------------- |
| 1972-1973 | Whalers de la Nouvelle-Angleterre | Jets de Winnipeg                  |
| 1973-1974 | Aeros de Houston                  | Cougars de Chicago                |
| 1974-1975 | Aeros de Houston                  | Nordiques de Québec               |
| 1975-1976 | Jets de Winnipeg                  | Aeros de Houston                  |
| 1976-1977 | Nordiques de Québec               | Jets de Winnipeg                  |
| 1977-1978 | Jets de Winnipeg                  | Whalers de la Nouvelle-Angleterre |
| 1978-1979 | Jets de Winnipeg                  | Oilers d'Edmonton                 |